# Vanheerdea
Vanheerdea là chi thực vật có hoa trong họ Aizoaceae.